# Ustilago buchloës
Ustilago buchloës är en svampart som beskrevs av Ellis & Tracy 1890. Ustilago buchloës ingår i släktet Ustilago och familjen Ustilaginaceae.   Inga underarter finns listade i Catalogue of Life.